# José Carvajal Hué
José Carvajal Hué (Màlaga, 8 d'octubre de 1835 - Madrid, 4 de juny de 1899) va ser un polític, advocat, economista, empresari, escriptor i periodista espanyol, ministre d'Hisenda i d'Estat durant la Primera República per un breu període.

## Biografia
Orfe de pare des de nen, la seva mare el va enviar a estudiar a França, formant-se a Bordeus primer, i completant els seus estudis mercantils i d'idiomes entre 1845 i 1851 a París. Al seu retorn a Espanya, atès que els estudis francesos no eren reconeguts, va treure el Batxiller i es va doctorar en Dret en la Universitat de Salamanca. Instal·lat a Màlaga va exercir el seu treball com a economista i comptable en diferents empreses i va fundar una Academia de la Juventud, germen del que seria després el Cercle Democràtic.
Àvid en els negocis, va ser consolidant una sòlida posició econòmica, sent un dels principals accionistes en la Companyia de Ferrocarrils Andalusos per a l'explotació de la naixent línia ferroviària Ronda-Màlaga, al mateix temps que cofundà la Caixa d'Estalvis de Ronda.
Les seves activitats empresarials el van aproximar a figures de la política com Antonio Cánovas del Castillo i, sobretot, a Emilio Castelar, del qual va ser un seguidor fervent. Va participar des de Màlaga activament en la Revolució de 1868 que va posar fi al regnat d'Isabel II. Durant el Sexenni Revolucionari va ser un destacat militant republicà, escollit com a diputat en les Corts Generals a les eleccions generals espanyoles d'abril de 1872.
En proclamar-se la república en 1873, es va incorporar al gabinet com a Sotssecretari de Governació, sota la presidència d'Estanislau Figueras. Al juny de 1873 va ser nomenat Ministre d'Hisenda, càrrec que va ocupar fins a setembre d'aquest mateix any. Substituït Figueras per Castelar, aquest el va nomenar ministre d'Estat, càrrec que va exercir fins al final de la república amb el cop d'estat del general Pavía.
Restaurada la monarquia en Alfons XII, va seguir sent diputat fins a 1893, si bé es va retirar poc després de la vida política centrant la seva activitat en els negocis, com a articulista de premsa i jurista.
Va ser membre de la Reial Acadèmia de Jurisprudència i Legislació, de l'Ateneo de Madrid i degà del Col·legi d'Advocats de Madrid.